# Park Narodowy Onon-Baldż
Park Narodowy Onon-Baldż (mong. Онон-Балж байгалийн цогцолборт газар; Onon-Baldż bajglijn cogcolbort gadzar) – park narodowy w północno-wschodniej Mongolii, w pobliżu granicy z Rosją. Zajmuje powierzchnię 415 752 ha. Nazwa parku pochodzi od rzek Onon gol i Baldż gol.
Park powstał we współpracy z World Wildlife Fund w celu ochrony środowiska w regionie oraz dziedzictwa kulturowego Buriatów zamieszkujących na tym terenie. W 2002 roku na obszarze parku mieszkało 1370 osób.

## Fauna
Szczególnym bogactwem przyrodniczym odznacza się środowisko wodne. W wodach na terenie całego parku spotkać można wiele gatunków ryb, głównie z rodziny łososiowatych (m.in. tajmeny). W okolicach zbiorników wodnych licznie występują kaczki i łabędzie.